# 007: Coordonata Skyfall
Skyfall (oficial 007: Coordonata Skyfall) este cel de-al 23-lea film James Bond, produs de Eon Productions. Filmul a fost distribuit de MGM și Sony Pictures Entertainment. Protagoniștii sunt Daniel Craig, în a treia sa evoluție ca James Bond, și Javier Bardem în rolul lui Raoul Silva, antagonistul filmului. Filmul a fost regizat de Sam Mendes, scenariul fiind realizat de Neal Purvis, Robert Wade și John Logan, iar pelicula conține și un cântec câștigător al unui premiu Oscar, cântat de Adele.
Acțiunea filmului se axează pe investigația lui Bond asupra atacului de la MI6; atacul fiind parte al unui complot pus la cale de fostul agent MI6, Raoul Silva, pentru umilirea, discreditarea și asasinarea lui M, ca răzbunare împotriva ei, pentru trădarea lui. Filmul aduce reîntoarcerea a două personaje în serie, după absența lor din ultimele două filme: Q, jucat de Ben Whishaw, și Eve Moneypenny, jucată de Naomie Harris. Skyfall este ultimul film din serie pentru Judi Dench, care a jucat rolul lui ”M” în ultimele șase filme. Poziția va fi ulterior completată prin personajul lui Ralph Fiennes, Gareth Mallory.
Mendes a fost chemat să regizeze următorul film James Bond după lansarea lui Quantum of Solace, în 2008. Din cauza problemelor financiare a celor de la MGM, proiectul a fost amânat până în decembrie 2010; în tot acest timp, Mendes a rămas interesat de proiect. Scenaristul inițial, Peter Morgan, a părăsit proiectul în această perioadă. Când filmările s-au reluat, Logan, Purvis, și Wade au continuat să scrie ceea ce avea să devină scenariul final al filmului. Filmările au început în noiembrie 2011 și au avut loc, în Regatul Unit, Turcia și China.
Skyfall a avut premiera la Londra, pe 23 octombrie 2012, iar în Regatul Unit, pe 9 noiembrie 2012. A fost primul film James Bond lansat și în cinematografe IMAX, cu toate că nu a fost filmat cu camere IMAX. Lansarea filmului a coincis cu a 50-a aniversare a seriei, ce a început odată cu Dr. No, în 1962. Skyfall a fost primit pozitiv de critici, fiind lăudat pentru jocurile actoricești ale lui Craig, Bardem și Dench, dar și pentru scenele de acțiune puse în scenă de Mendes. A devenit cel de-al șaptelea film cu cele mai mari încasări din toate timpurile la momentul lansării, și a câștigat două premii BAFTA, două premii Oscar și două premii Grammy.

## Intriga
În Istanbul, agenții MI6 James Bond și Eve Moneypenny urmăresc un mercenar, Patrice, care a furat un hard-disk ce conținea detalii despre agenții secreți. În timp ce Bond și Patrice se luptă pe un tren în mișcare, M, șeful MI6, îi ordonă lui Eve să tragă de la distanță cu; Eve ratează și îl împușcă, neintenționat, pe Bond, iar Patrice scapă. Bond cade de pe tren, și se presupune că a murit.
La puțin timp după aceste întâmplări, M este pusă sub presiunea de a se pensiona de către Gareth Mallory, director la MI6. Pe drumul de întoarcere de la întâlnire, sistemul de protecție al computerului lui M este spart, iar M primește un mesaj de batjocură, chiar înainte ca clădirea MI6 să explodeze, ceea ce duce la moartea mai multor angajați. Bond, cu toate că avea de gând să-și folosească "moartea" ca plan de pensionare, hotârăște să se întoarcă la Londra. Cu toate că nu trece peste o serie de examinări fizice și psihologice, M îi aprobă întoarcerea pe teren. El primește ajutor din partea lui Q, intendent la MI6.
În Shanghai, Bond îl urmărește pe Patrice într-un zgârie-nori, iar acesta din urmă își duce la bun sfârșit asasinatul. El și Bond se luptă pentru a doua oară, dar mercenarul moare înainte ca Bond să afle cine l-a angajat. Căutând prin echipamentul lui Patrice, Bond găsește un jeton provenit de la un cazinou din Macao. Acolo, Bond se întâlnește cu Séverine, complicele lui Patrice, iar agentul o roagă să-l conducă la angajator. Ea îl avertizează că va fi omorât de bodyguarzii ei, dar îi promite lui Bond că îl va ajuta dacă el îi va omorî angajatorul. Bond îi răpune pe acoliți și i se alătură lui Séverine pe un iaht. Ei călătoresc pe o insulă abandonată, unde sunt luați prizonieri și duși la angajatorul lui Séverine, Raoul Silva. Fost agent MI6, care a lucrat, de asemenea, pentru M, Silva s-a orientat către domeniul cibernetic, el fiind cel care pus la cale atacul de la MI6. Silva o ucide Séverine, dar Bond reușește să-l captureze și să-l transporte în Marea Britanie.
La sediul MI6 din subteran, Q încearcă să intre în computerul personal al lui Silva, dar nu face decât să îl elibereze, din neatenție, pe Silva. Bond realizează că Silva a vrut să fie prins pentru a o omorî pe M, pe care o disprețuiește după ce a fost lăsat să fie capturat cu câțiva ani în urmă. Bond pornește în urmărirea lui Silva în rețeaua subterană a Londrei. Silva o atacă pe M în timpul unei anchete la tribunal, dar Bond ajunge la timp acolo, iar M este scoasă din clădire de ajutorul ei, Bill Tanner.
Bond o duce pe M la Skyfall, conacul familiei Bond, aflat în Scoția. El îi spune lui Q să-i întindă o capcană electronică lui Silva, decizie pe care Mallory o susține. Bond și M se întâlnesc cu Kincade, proprietarul conacului. Cu toate că cei trei nu sunt înarmați, ei improvizează o serie de capcane. Când oamenii lui Silva ajung, Bond, M și Kincade țin piept asaltului, cu toate că M este rănită. Silva începe un al doilea asalt, iar Bond îi trimite pe M și Kincade într-un tunel secret, care dă într-o capelă veche. Bond plasează dinamită prin tot conacul, iar la detonare, mare parte din oamenii lui Silva sunt omorâți, iar proprietatea Skyfall este distrusă.
Silva supraviețuiește și, observând lumina din capelă, se îndreaptă acolo. Acesta îi dă pistolul lui M și o imploră să-i omoare pe amândoi. Bond ajunge în capelă și aruncă un cuțit în spatele lui Silva, dar M moare din cauza rănilor anterioare. După înmormântarea lui M, Eve i se introduce lui Bond cu numele complet de Eve Moneypenny, iar Mallory devine Șeful MI6, și își asumă rolul lui M.

## Distribuție
- Daniel Craig în rolul lui James Bond, agent 007.
- Judi Dench în rolul lui M, Șeful MI6 și superiorul lui Bond.
- Javier Bardem în rolul lui Raoul Silva (născut Tiago Rodriguez),[5] antagonistul principal al filmului.
- Ralph Fiennes în rolul lui Gareth Mallory, președintele MI6, care își asumă rolul lui M la sfârșitul filmului.
- Naomie Harris în rolul lui Eve Moneypenny, un agent operativ al MI6.
- Bérénice Marlohe în rolul lui Sévérine, amanta lui Raoul Silva.
- Albert Finney în rolul lui Kincade, proprietarul conacului Skyfall.
- Ben Whishaw în rolul lui Q, intendentul MI6.
- Rory Kinnear în rolul lui Bill Tanner, Șeful de Staf MI6.
- Ola Rapace în rolul lui Patrice, un mercenar.

### Premii și nominalizări
| Lista premiilor și nominalizărilor                                | Lista premiilor și nominalizărilor | Lista premiilor și nominalizărilor                              | Lista premiilor și nominalizărilor                                              | Lista premiilor și nominalizărilor | Lista premiilor și nominalizărilor |
| Premiu                                                            | An                                 | Categoria                                                       | Recipient                                                                       | Rezultat                           | Ref.                               |
| ----------------------------------------------------------------- | ---------------------------------- | --------------------------------------------------------------- | ------------------------------------------------------------------------------- | ---------------------------------- | ---------------------------------- |
| Academy Awards                                                    | 2012                               | Best Original Score                                             | Thomas Newman                                                                   | Nominalizare                       | [ 6 ]                              |
| Academy Awards                                                    | 2012                               | Best Original Song                                              | "Skyfall" (Adele Adkins, Paul Epworth)                                          | Câștigat                           | [ 6 ]                              |
| Academy Awards                                                    | 2012                               | Best Sound Editing                                              | Per Hallberg, Karen Baker Landers                                               | Câștigat                           | [ 6 ]                              |
| Academy Awards                                                    | 2012                               | Best Sound Mixing                                               | Stuart Wilson, Scott Millan, Greg P. Russell                                    | Nominalizare                       | [ 6 ]                              |
| Academy Awards                                                    | 2012                               | Best Cinematography                                             | Roger Deakins                                                                   | Nominalizare                       | [ 6 ]                              |
| British Academy Film Awards                                       | 2012                               | Outstanding British Film                                        |                                                                                 | Câștigat                           | [ 7 ]                              |
| British Academy Film Awards                                       | 2012                               | Best Actor in a Supporting Role                                 | Javier Bardem                                                                   | Nominalizare                       | [ 7 ]                              |
| British Academy Film Awards                                       | 2012                               | Best Actress in a Supporting Role                               | Judi Dench                                                                      | Nominalizare                       | [ 7 ]                              |
| British Academy Film Awards                                       | 2012                               | Best Editing                                                    | Stuart Baird                                                                    | Nominalizare                       | [ 7 ]                              |
| British Academy Film Awards                                       | 2012                               | Best Production Design                                          | Dennis Gassner, Anna Pinnock                                                    | Nominalizare                       | [ 7 ]                              |
| British Academy Film Awards                                       | 2012                               | Best Sound                                                      | Stuart Wilson, Scott Millan, Greg P. Russell, Per Hallberg, Karen Baker Landers | Nominalizare                       | [ 7 ]                              |
| British Academy Film Awards                                       | 2012                               | Best Original Music                                             | Thomas Newman                                                                   | Câștigat                           | [ 7 ]                              |
| British Academy Film Awards                                       | 2012                               | Best Cinematography                                             | Roger Deakins                                                                   | Nominalizare                       | [ 7 ]                              |
| Broadcast Film Critics Association Awards                         | 2012                               | Best Supporting Actor                                           | Javier Bardem                                                                   | Nominalizare                       | [ 8 ]                              |
| Broadcast Film Critics Association Awards                         | 2012                               | Best Supporting Actress                                         | Judi Dench                                                                      | Nominalizare                       | [ 8 ]                              |
| Broadcast Film Critics Association Awards                         | 2012                               | Best Cinematography                                             | Roger Deakins                                                                   | Nominalizare                       | [ 8 ]                              |
| Broadcast Film Critics Association Awards                         | 2012                               | Best Action Movie                                               |                                                                                 | Câștigat                           | [ 8 ]                              |
| Broadcast Film Critics Association Awards                         | 2012                               | Best Song                                                       | "Skyfall" (Adele Adkins, Paul Epworth)                                          | Câștigat                           | [ 8 ]                              |
| Broadcast Film Critics Association Awards                         | 2012                               | Best Actor in an Action Movie                                   | Daniel Craig                                                                    | Câștigat                           | [ 8 ]                              |
| Broadcast Film Critics Association Awards                         | 2012                               | Best Actress in an Action Movie                                 | Judi Dench                                                                      | Nominalizare                       | [ 8 ]                              |
| Empire Awards                                                     | 2012                               | Best Thriller                                                   |                                                                                 | Nominalizare                       | [ 9 ]                              |
| Empire Awards                                                     | 2012                               | Best British Film                                               |                                                                                 | Nominalizare                       | [ 9 ]                              |
| Empire Awards                                                     | 2012                               | Best Director                                                   | Sam Mendes                                                                      | Câștigat                           | [ 9 ]                              |
| Empire Awards                                                     | 2012                               | Best Actor                                                      | Daniel Craig                                                                    | Nominalizare                       | [ 9 ]                              |
| Empire Awards                                                     | 2012                               | Best Actress                                                    | Judi Dench                                                                      | Nominalizare                       | [ 9 ]                              |
| Empire Awards                                                     | 2012                               | Best Film                                                       |                                                                                 | Câștigat                           | [ 9 ]                              |
| Chicago Film Critics Association                                  | 2012                               | Best Supporting Actress                                         | Judi Dench                                                                      | Nominalizare                       | [ 10 ]                             |
| Chicago Film Critics Association                                  | 2012                               | Best Cinematography                                             | Roger Deakins                                                                   | Nominalizare                       | [ 10 ]                             |
| Chicago Film Critics Association                                  | 2012                               | Best Editing                                                    | Stuart Baird                                                                    | Nominalizare                       | [ 10 ]                             |
| Golden Globe Awards                                               | 2012                               | Best Original Song                                              | "Skyfall" (Adele Adkins, Paul Epworth)                                          | Câștigat                           | [ 11 ]                             |
| Grammy Awards                                                     | 2014                               | Best Score Soundtrack for Visual Media                          | Thomas Newman                                                                   | În așteptare                       | [ 12 ]                             |
| Grammy Awards                                                     | 2014                               | Best Song Written for Visual Media                              | "Skyfall" (Adele Adkins, Paul Epworth)                                          | În așteptare                       | [ 12 ]                             |
| International Film Music Critics Association Awards               | 2013                               | Best Original Score for an Action/Adventure/Thriller Film       | Thomas Newman                                                                   | Câștigat                           |                                    |
| London Film Critics Circle Awards                                 | 2012                               | Best British or Irish Film of the Year                          |                                                                                 | Nominalizare                       | [ 13 ]                             |
| London Film Critics Circle Awards                                 | 2012                               | Actor of the Year in a Supporting Role                          | Javier Bardem                                                                   | Nominalizare                       | [ 13 ]                             |
| London Film Critics Circle Awards                                 | 2012                               | Actress of the Year in a Supporting Role                        | Judi Dench                                                                      | Nominalizare                       | [ 13 ]                             |
| London Film Critics Circle Awards                                 | 2012                               | British Actor of the Year                                       | Daniel Craig                                                                    | Nominalizare                       | [ 13 ]                             |
| London Film Critics Circle Awards                                 | 2012                               | British Actress of the Year                                     | Judi Dench (shared with her role in The Best Exotic Marigold Hotel)             | Nominalizare                       | [ 13 ]                             |
| Los Angeles Film Critics Association Awards                       | 2012                               | Best Cinematography                                             | Roger Deakins                                                                   | Câștigat                           | [ 14 ]                             |
| Producers Guild of America Awards                                 | 2012                               | Outstanding Producer of Theatrical Motion Pictures              | Barbara Broccoli, Michael G. Wilson                                             | Nominalizare                       | [ 15 ]                             |
| Satellite Awards                                                  | 2012                               | Best Film                                                       |                                                                                 | Nominalizare                       | [ 16 ]                             |
| Satellite Awards                                                  | 2012                               | Best Actor in a Supporting Role                                 | Javier Bardem                                                                   | Câștigat                           | [ 16 ]                             |
| Satellite Awards                                                  | 2012                               | Best Actress in a Supporting Role                               | Judi Dench                                                                      | Nominalizare                       | [ 16 ]                             |
| Satellite Awards                                                  | 2012                               | Best Original Score                                             | Thomas Newman                                                                   | Nominalizare                       | [ 16 ]                             |
| Satellite Awards                                                  | 2012                               | Best Original Song                                              | "Skyfall" (Adele Adkins, Paul Epworth)                                          | Nominalizare                       | [ 16 ]                             |
| Satellite Awards                                                  | 2012                               | Best Cinematography                                             | Roger Deakins                                                                   | Nominalizare                       | [ 16 ]                             |
| Satellite Awards                                                  | 2012                               | Best Visual Effects                                             | Steve Begg, Arundi Asregadoo, Andrew Whitehurst                                 | Nominalizare                       | [ 16 ]                             |
| Saturn Awards                                                     | 2012                               | Best Action or Adventure Film                                   |                                                                                 | Câștigat                           | [ 17 ]                             |
| Saturn Awards                                                     | 2012                               | Best Actor                                                      | Daniel Craig                                                                    | Nominalizare                       | [ 17 ]                             |
| Saturn Awards                                                     | 2012                               | Best Supporting Actor                                           | Javier Bardem                                                                   | Nominalizare                       | [ 17 ]                             |
| Saturn Awards                                                     | 2012                               | Best Supporting Actress                                         | Judi Dench                                                                      | Nominalizare                       | [ 17 ]                             |
| Saturn Awards                                                     | 2012                               | Best Editing                                                    | Stuart Baird, Kate Baird                                                        | Nominalizare                       | [ 17 ]                             |
| Saturn Awards                                                     | 2012                               | Best Music                                                      | Thomas Newman                                                                   | Nominalizare                       | [ 17 ]                             |
| Saturn Awards                                                     | 2012                               | Best Make-up                                                    | Naomi Donne, Donald Mowat, Love Larson                                          | Nominalizare                       | [ 17 ]                             |
| Screen Actors Guild Awards                                        | 2012                               | Outstanding Performance by a Male Actor in a Supporting Role    | Javier Bardem                                                                   | Nominalizare                       | [ 18 ]                             |
| Screen Actors Guild Awards                                        | 2012                               | Outstanding Performance by a Stunt Ensemble in a Motion Picture |                                                                                 | Câștigat                           | [ 18 ]                             |
| Washington D.C. Area Film Critics Association Awards              | 2012                               | Best Supporting Actor                                           | Javier Bardem                                                                   | Nominalizare                       | [ 19 ]                             |
| Washington D.C. Area Film Critics Association Awards              | 2012                               | Best Cinematography                                             | Roger Deakins                                                                   | Nominalizare                       | [ 19 ]                             |
| Notes: - ^1 — Tied with Paul N. J. Ottosson for Zero Dark Thirty. |                                    |                                                                 |                                                                                 |                                    |                                    |